# Avaj
Avaj (antiga Aba, i escrit modernament com Ava; àrab Awa) és una vila de l'Iran a 111 km al sud-oest de Qazwin en direcció a Hamadan en un altiplà. La seva població s'estima en 4000 habitants (1800 habitants el 1950). La forma Ava és la manera correcte d'escriure el nom, però antigament s'escrivia Aba.
És repetidament esmentada a l'època medieval. Ḥamdallāh Mostawfī diu que formava part del districte dels "Dos Ḵarraqāns" dependent de Hamadan, que abraçava unes 40 viles i llocs, dels quals Aba era el principal.
Hom la considera a la zona freda (ardsir) per estar situada a força altitud